# Agabus brunneus
Agabus brunneus är en skalbaggsart som först beskrevs av Fabricius 1798.  Agabus brunneus ingår i släktet Agabus och familjen dykare. Inga underarter finns listade i Catalogue of Life.